# Thieulloy-la-Ville
Thieulloy-la-Ville é uma comuna francesa na região administrativa de Altos da França, no departamento de Somme. Estende-se por uma área de 3,28 km². Em 2010 a comuna tinha 151 habitantes (densidade: 46 hab./km²).